# Сопіта Танасан
Сопіта Танасан  (23 грудня 1994) — таїландська важкоатлетка, олімпійська чемпіонка 2016 року, чемпіонка світу та срібна призерка чемпіонату світу.

## Результати
| Рік              | Місце                    | Вага             | Ривок            | Ривок            | Ривок            | Ривок            | Поштовх          | Поштовх          | Поштовх          | Поштовх          | Загалом          | Місце            |
| Рік              | Місце                    | Вага             | 1                | 2                | 3                | Місце            | 1                | 2                | 3                | Місце            | Загалом          | Місце            |
| Олімпійські ігри | Олімпійські ігри         | Олімпійські ігри | Олімпійські ігри | Олімпійські ігри | Олімпійські ігри | Олімпійські ігри | Олімпійські ігри | Олімпійські ігри | Олімпійські ігри | Олімпійські ігри | Олімпійські ігри | Олімпійські ігри |
| ---------------- | ------------------------ | ---------------- | ---------------- | ---------------- | ---------------- | ---------------- | ---------------- | ---------------- | ---------------- | ---------------- | ---------------- | ---------------- |
| 2016             | Ріо-де-Жанейро, Бразилія | до 48 кг         | 88               | 90               | 92               | 1                | 106              | 108              | 110              | 1                | 200              | 1                |
| Чемпіонат світу  |                          |                  |                  |                  |                  |                  |                  |                  |                  |                  |                  |                  |
| 2022             | Богота, Колумбія         | до 49 кг         | 85               | 87               | 88               | 7                | 103              | 103              | 103              | —                | —                | —                |
| 2018             | Ашгабат, Туркменістан    | до 49 кг         | 86               | 89               | 93               | DSQ              | 102              | 108              | 109              | DSQ              | —                | DSQ              |
| 2017             | Анагайм, США             | до 53 кг         | 91               | 94               | 96               | 1                | 110              | 114              | 117              | 1                | 210              | 1                |
| 2015             | Х'юстон, США             | до 53 кг         | 90               | 95               | 100              | 4                | 110              | 115              | 115              | 5                | 210              | 4                |
| 2014             | Алмати, Казахстан        | до 53 кг         | 90               | 95               | 99               | 4                | 110              | 113              | 116              | 5                | 208              | 4                |
| 2013             | Вроцлав, Польща          | до 53 кг         | 85               | 89               | 91               | 2                | 109              | 112              | 113              | 4                | 203              | 2                |
| 2011             | Париж, Франція           | до 53 кг         | 83               | 87               | 90               | 7                | 103              | 106              | 110              | 16               | 196              | 12               |